# 근지구 소행성

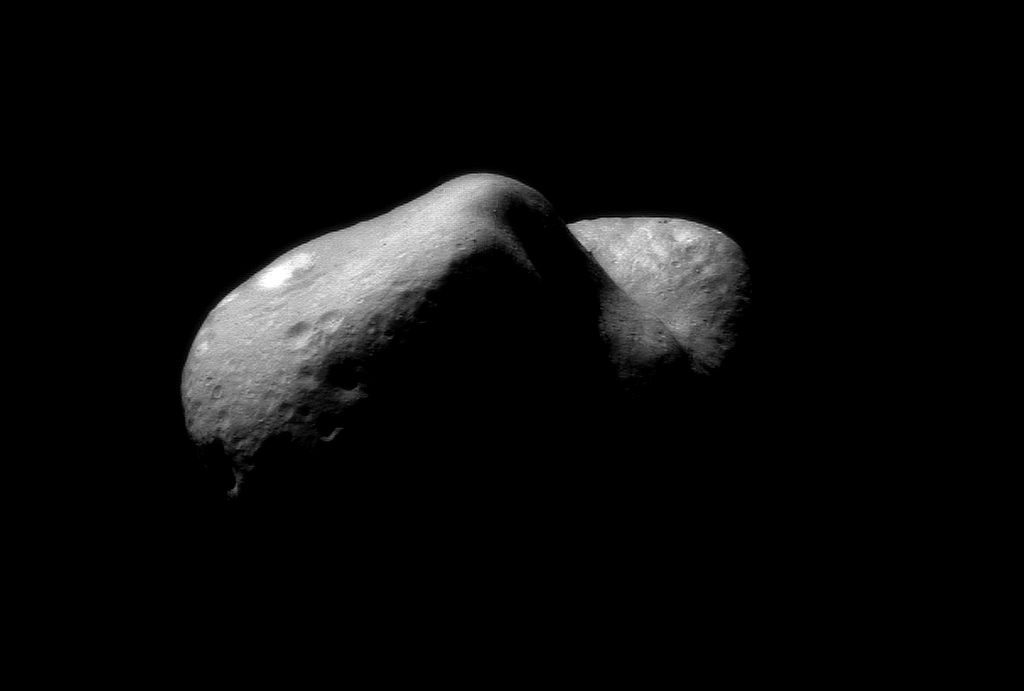
아모르 족 소행성 433 에로스

근지구 소행성(近地球小行星)은 지구 궤도와 교차하는 궤도를 가진 소행성으로, 지구와 충돌할 위험이 높은 천체이다. 우주선으로 쉽게 다가갈 수 있으며, 실제로 미국 항공우주국의 니어 슈메이커가 433 에로스에 착륙한 적이 있다.
지금까지 수백 개의 근지구 소행성이 발견되었으며, 큰 것은 4 킬로미터에 이른다. 발견되지 않은 것을 포함하여 모두 수만 개가 있을 것으로 추정되며, 1 킬로미터 이상되는 것도 2000개는 될 것으로 보인다. 천문학자들은 근지구소행성의 수명이 천만 년에서 일억 년밖에 되지 않을 것으로 믿는다. 그것들은 내행성과의 충돌이나 행성 접근에 뒤따르는 태양계 이탈로 그 수명을 다한다. 근지구 소행성은 이러한 과정을 거쳐 계속 제거되어 나가지만, 어떠한 방법으로 그 수가 유지되고 있는 것으로 보인다.
근지구 소행성은 크게 세 부류로 나눌 수 있다. 아텐 소행성군(Aten asteroid)은 장반경이 1 AU보다 짧은 소행성이다. 발견된 아텐군 중에 몇몇 천체를 제외하고는 원일점의 위치가 1 AU보다 바깥에 있다. 아폴로 소행성군(Apollo asteroid)은 장반경이 1 AU보다 길지만 지구 궤도를 교차하는 소행성들이다. 마지막으로 아모르 소행성군(Amor asteroid)은 장반경이 지구와 화성 궤도 사이에 있으며 지구에 가까이 다가올 수 있지만, 근일점의 위치가 1AU보다 바깥에 있어 충돌의 위험이 없는 소행성이다.